# Lats Latvia
Lats Latvia (số nhiều: lati (2–9) latu (10 trở lên)), mã tiền tệ ISO 4217: LVL hoặc 428) là tiền tệ của Latvia từ năm 1922 cho đến khi được thay thế bằng đồng euro vào ngày 1 tháng 1 năm 2014. 